# チャンミン
チャンミン（朝: 창민、英: Changmin、1988年2月18日 - ）は、韓国や日本を中心に活動する韓国出身の男性シンガーソングライター、俳優である。2004年2月に韓国でデビューした歌手グループ東方神起のメンバーで、日本では2005年4月にデビュー。韓国や日本にとどまらず、中国・台湾・マレーシア・タイなどでも公演している。
韓国での芸名は「チェガン・チャンミン」であるが、日本の公式プロフィールでは「チャンミン（マックス）」と表記している。本名はシム・チャンミン（朝: 심창민、朝: 沈昌珉、英: Shim Chang-min）。日本盤の曲タイトルや作詞曲名は「CHANGMIN」と表記されている。韓国盤では「MAX」。「告白 (Confession)」のみ「CHANGMIN SIM」名義。

## 来歴
中学生の時に校庭でバドミントンをしていたところをSMのスカウトマンに見つかり、下校の際にオーディションを受けてみないかとスカウトされた。芸能界に全く興味はなかったが誰かに必要とされたことが嬉しくて少し運命を感じる。
父親は反対だったが母親が「BoAに会えるんじゃない！？」と乗り気だったため、父に内緒で二人でオーディションを受けに行き、ダンスが出来なかったため軍隊拍手をしたところ後日すぐ連絡があり現事務所への所属が決まった。練習生になった時点で事務所との契約も決まっていた所謂特待生合格だった。
2002年秋、オーディション「第6回SMベスト選抜大会」大賞受賞、歌部門で1位となり、SMエンタテインメント練習生となる（当時14歳）。
夜遅くまで塾とレッスンに通い、学業と音楽に明け暮れる日々を過した。
2004年1月に東方神起としてシングル『HUG』でデビューし、2005年4月にシングル『Stay With Me Tonight』で日本デビューした。
2005年、慶熙大学校 芸術デザイン学部ポストモダン音楽科に首席で合格。2006年度生として入学した。

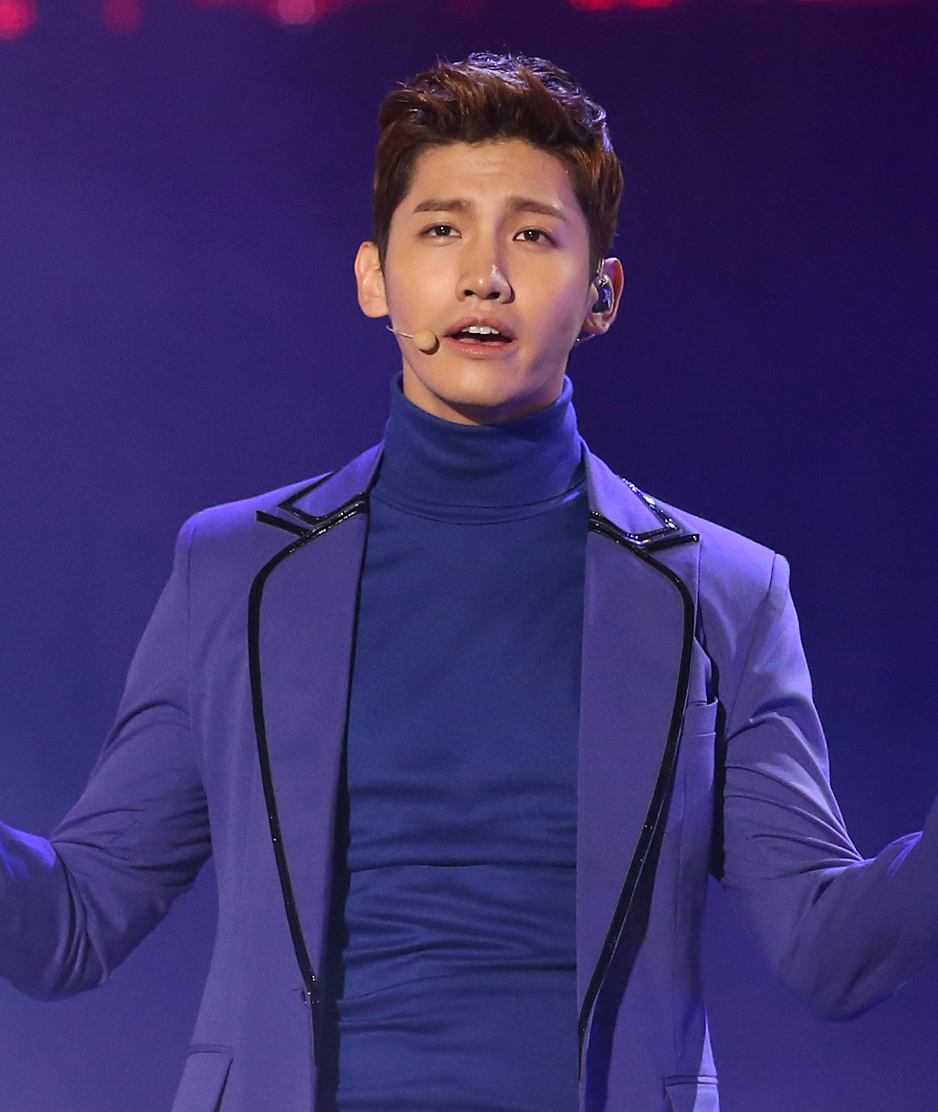
2012年の『K-POP World Festival』でパフォーマンスをするチャンミン

2012年11月公開の映画『黄金を抱いて翔べ』にモモ（チョウ・リョファン）役で出演。
2013年、3月映画「黄金を抱いて翔べ」で日本アカデミー賞新人俳優賞を受賞。4月、第22回日本映画批評家大賞 新人男優賞（南俊子賞）を受賞。6月建国大学広報大使に任命される映画「黄金を抱いて翔べ」が10月から韓国でも上映された。
2014年、映画「Mimi-劇場版-」に主演ミヌ役で出演。前編は5月9日、後編は5月16日に公開された。
2015年7月義務警察の特技兵に志願し合格、11月19日に入隊した。2017年8月18日をもって除隊し、8月21日から芸能活動を再開した。
仁荷大学校大学院文化経営学専攻修士課程に在学中。
2020年6月12日、交際中の一般女性と9月5日に結婚することを公表。

## 人物・エピソード
- 東方神起のハイパート担当
- 血液型はB型[1]。 身長186cm[1]、体重61kg[1]。(すべて日本公式プロフィールより)

## ディスコグラフィ

### 日本
ミニ・アルバム
|     | タイトル     | 発売日         | 最高順位 (Oricon) |
| --- | ------------ | -------------- | ----------------- |
| 1st | Close To You | 2015年11月18日 |                   |
| 2nd | Human        | 2021年12月7日  |                   |

### 韓国
ミニ・アルバム
|     | タイトル  | 発売日        | 最高順位 (Gaon) |
| --- | --------- | ------------- | --------------- |
| 1st | Chocolate | 2020年4月5日  |                 |
| 2nd | Devil     | 2022年1月12日 |                 |

デジタル・シングル
| タイトル                        | 詳細 | 最高順位 (Gaon) |
| ------------------------------- | --- | --------------- |
| 여정[旅路](In A Different Life) | - 配信日：2017年9月28日 - レーベル：S.M. Entertainment - 備考：『S.M. STATION - Season2』にて公開された。                  |                 |
| All That Love                   | - 配信日：2020年11月12日 - レーベル：S.M. Entertainment - 備考：『S.M. STATION - Season 3』にて公開された。                |                 |
| HYBRID                          | - 配信日：2023年5月4日 - 所属レーベル：S.M. Entertainment - 備考：ハ・ヒョヌとのコラボ曲，『S.M. STATION』にて公開された。 |                 |

### その他の楽曲

#### 韓国
- 告白 (Confession) (2011年) - 5集『Keep Your Head Down』に収録
- 涙のような人(2012年) – KBSドラマ「田禹治」 OST[16]
- Heaven's Day(2014年) - 7集リパッケージ『Spellbound』に収録[17]
- Closer(2018年) - 8集『New Chapter #1 'The Chance of Love'』に収録

#### 日本
- Two hearts / WILD SOUL（CHANGMIN from 東方神起） （2008年）
- Over（2014年） -『東方神起 LIVE TOUR 2014 TREE』で披露された楽曲。日本の2ndミニアルバムHumanに収録。
- In A Different Life (CHANGMIN from 東方神起)（2018年）

### 作詞

#### 韓国
- Evergreen （2007年、『07 WINTER SMTOWN』に収録）
- Love in the Ice （2008年、『MIROTIC』4集アルバムA,Cバージョン、日本ライセンス・アルバムに収録）
- 12時34分(Nothing Better) （2009年、『09 SUMMER SMTOWN』に収録）
- 告白 (Confession) （2011年、『Keep Your Head Down』5集アルバム、日本ライセンス・アルバムに収録）
- I Swear（2012年、『Catch Me』6集アルバムに収録）
- 時ヲ止メテ(2010年) - 朝鮮語版
- 離れられなくて （Sleepless Night）（2013年、事務所の後輩である SHINee の 『Chapter2"Why So Serious？-The misconceptions of me'』3集アルバムに収録）
- Rise ... (起きて)　　（2014年、7集/10周年記念アルバム『TENSE』に収録）[18]
- Heaven's Day　（2014年、7集リパッケージ『Spellbound』に収録）[17]
- Ace (2014年、事務所の後輩であるSHINeeのメンバーテミンの『ACE』に収録)
- In A Different Life(2017年)

#### 日本
- In A Different Life (CHANGMIN from 東方神起)（2018年） 自身初となる日本語での作詞を手掛けた楽曲。[19]。

### 参加曲
- 悲しみの中であなたを消さなければならない(原題：Because I Love You)(2014年) - 主演ドラマ『Mimi』サントラ盤に収録。1991年にリリースされたイ・ヒョヌのカヴァー。

## 出演

### テレビドラマ

#### 韓国
- パラダイス牧場(2011年) – 主演ハン・ドンジュ役[20]
- アテナ：戦争の女神(2011年、16 - 20話、ゲスト出演)　–　チェ・テヒョン役[21]
- Mnetゴーストロマンスドラマ『Mimi』(2014年) - 主演ミヌ役

#### 日本
- サキ 最終話（2013年3月19日、関西テレビ） - ゲスト カフェの客役

### 映画

#### 韓国
- VACATION (2006年)
- 地球で恋愛中(2006年)
- 危険な愛(2006年)

#### 日本
- 黄金を抱いて翔べ(2012年) – モモ（チョウ・リョファン）役[7][10]
- Mimi -劇場版-(2014年、前編・後編) - 主演ミヌ役

### 携帯配信ドラマ

#### 日本
- 私が黄金を追う理由〜映画「黄金を抱いて翔べ」スペシャルドラマ〜（2012年10月1日 - 10月27日、BeeTV） - モモ（チョウ・リョファン） 役

### 韓国
- バラエティー番組「月光プリンス」(2013年1月-3月) - MC[22]
- 国民健康バラエティーショー「僕らの町の芸体能」(2013年4月 - 12月) - MC[23]

### CM

#### 日本
- 24hコスメ(2016年)[24]

## 広報大使
- 建国大学(2013年)[9]

## 受賞歴
- 第36回日本アカデミー賞 新人俳優賞　–　映画「黄金を抱いて翔べ」モモ（チョウ・リョファン）役（2013年）[7][25]
- 第22回日本映画批評家大賞 新人男優賞（南俊子賞）　–　映画「黄金を抱いて翔べ」モモ（チョウ・リョファン）役 （2013年）[8]
- 2013 KBS芸能大賞　最高エンターテインメント賞(2013年)[26]
- 一日名誉民願奉仕室長(2014年)[27]